# Magiska formeln
Magiska formeln (eng. magic formula investing) är en investeringsteknik beskriven av hedgefondförvaltaren och författaren Joel Greenblatt som innebär en systematisk värdeförvaltning eller värdeinvestering. Investeringtekniken finns beskriven i hans bok The Little Book That Beats the Market (2006), som utkommit i flera upplagor och översatts till bland annat svenska. Kort beskrivet innebär strategin att man med hjälp av två nyckeltal försöker hitta lågt värderade aktier och förvaltar sedan dessa aktier systematiskt.

## Metod
Metoden går i korta drag ut på att köpa bolag med hög kapitalavkastning (engelska "Return of Capital" [ROC]) och lågt P/E. Mer exakt räknas de två nyckeltalen som formeln använder ut så här:
ROC = EBIT / Investerat kapital
EY (Earning Yield) = P/E = EBIT / EV[förklaring behövs]

### Formel
1. Bestäm lägsta börsvärde (alltså en minsta storlek på företag som det ska investeras i). Detta skulle t.ex. kunna vara 100 miljoner svenska kronor.
2. Ta bort finans- och “utility”-aktier. Med utility menas t.ex. energiföretag, bredband/telefoni etc.
3. Fastställ bolagets earning yield (avkastning = EBIT / börsvärde).
4. Fastställ bolagets return of capital ("ROC").
5. Rangordna alla företag ovan valt börsvärde efter högsta earning yield och högsta ROC.
6. Investera i 20-30 högst rankade företag, antingen 2-3 positioner per månad under en 12-månaders period, eller 20-30 aktier en gång per år.
7. Balansera om portföljen, antingen månadsvis eller årsvis (beroende på vilken metod som valts i punkt 6).
8. Ha minst en horisont på 5-10+ år.

## Kritik mot metoden
Greenblatts "magiska formel" är en så kallad kvantitativ investeringsstrategi, som Greenblatt påstår ska ge högre avkastning än att bara investera i en indexfond. De kvantitativa investeringsstrategierna har mötts av en del kritik. I en studie gjord av Viktor Johansson och Douglas Werner, som presenterades våren 2020, tas följande exempel upp:
1. The look ahead bias - Detta innebär att den data som använts vid selektionen av aktier att investera i inte var tillgänglig för investeraren vid tillfället då selektionen skedde. Och att det var därför som den kvantitativa strategin slog index.
2. Att dessa strategier faktiskt inte slår index med en signifikant mängd.
3. Att selektionen av aktier baseras på så kallad backtesting av många olika strategier tills en som funkar hittats. Detta kallas data mining på engelska.
4. Att studierna valt aktier som associeras med mer risk än marknaden och att det på grund av detta presterat bättre.
5. Att strategierna för själva aktieselektionen som använts för att slå index baserades på kunskap från tidigare studier som slagit marknaden och index, och att dessa studier ej var tillgängliga vid tidpunkten då aktierna i studien köptes.
6. Att studien innehåller väldigt små bolag som ej skulle kunna köpas för de listade priset i databasen. Även att bolagen skulle vara för små för att professionella investerare skulle kunna köpa dessa.
7. Survivorship bias - Vilket innebär att studien skulle vara partisk på grund av att databasen som studien använts skulle ha“städats ur” från dåliga bolag, vilket i sin tur skulle få studien att se bättre ut.